# Sipidduwa
Sipidduwa fou una regió amb centre a Sipiddu, una ciutat de l'Imperi Hitita, al nord d'Hattusa. La ciutat i regió fou saquejada i ocupada pels kashka després del 1400 aC sota el regnat d'Arnuwandas I. Un home anomenat Pitakkatalli, sens dubte un cap kashka, estava mobilitzant tropes a la ciutat de Sippidu (o Sappidu) a Sippiduwa o Sappiduwa, però el rei Subiluliuma I el va derrotar vers el 1330 aC